# Calephelis matheri
Calephelis matheri är en fjärilsart som beskrevs av Mcalpine 1971. Calephelis matheri ingår i släktet Calephelis och familjen Riodinidae. Inga underarter finns listade i Catalogue of Life.